# Yu Jing
Yu Jing (chinesisch 于静, Pinyin Yú Jìng, * 29. Mai 1985 in Harbin, Heilongjiang) ist eine chinesische Eisschnellläuferin.
Yu startet bei nationalen Ereignissen seit Mitte der 2000er Jahre. Ihre ersten chinesischen Meisterschaften, einen Sprintvierkampf, lief sie 2004 und wurde Siebte. Zwei Jahre später gewann sie in Harbin als Drittplatzierte hinter Li Dan und Zhao Jinxia in diesem Wettbewerb ihre erste Medaille. Diesen Erfolg wiederholte Yu 2007 und wurde zudem hinter Xing Aihua Zweite im 100-Meter-Sprint. 2008 wurde sie hinter ihr erneut Zweite über 100 Meter und gewann die Titel über 500 und 1000 Meter. Bei den Sprintvierkampf-Meisterschaften musste sie sich 2008 nur noch Jin Peiyu geschlagen geben. Den Sprintvierkampf der elften Chinaspiele im Januar 2009 gewann Yu.
International tritt Yu seit 2007 auf höherer Ebene an. Bei der Winter-Universiade 2007 gewann sie Bronze über 500 Meter, 2009 Silber hinter Lee Sang-hwa und Gold über 100 Meter. Die Asienmeisterschaften in Changchun brachten 2007 Bronze über 1000 und Silber hinter Wang Dan über 500 Meter. 2008 gewann die Chinesin Gold auf der 1000-Meter-Strecke und Bronze über 500 Meter. Im Eisschnelllauf-Weltcup debütierte Yu zur Saison 2008/09. Zunächst trat sie in der B-Gruppe an und gewann in Changchun sowohl ihre ersten 500- als auch 1000-Meter-Rennen. Von ihren ersten vier Rennen gewann sie drei und wurde einmal Dritte. Über 100 Meter trat sie sofort in der A-Gruppe an und wurde Fünfte. Seitdem gehört die Chinesin dauerhaft zur A-Gruppe des Weltcups. In Nagano bestritt sie ihr erstes 1000-Meter-Rennen und wurde sofort hinter Christine Nesbitt Zweite. Ihr erstes 500-Meter-Rennen gewann sie sogar. Im weiteren Verlauf der Saison schaffte Yu es nur ein einziges Mal nicht, einen einstelligen Tabellenrang zu erreichen. Achtmal lief sie auf den Strecken von 100- bis 1000-Meter auf einen Podiumsplatz. 
Bei der Sprint-WM 2009 in Moskau gewann Yu hinter Wang Beixing und Jenny Wolf die Bronzemedaille.
Ihr bisher erfolgreichstes Jahr war 2012. Sie gewinnt die Sprint-WM in Calgary und bei der Einzelstrecken-WM in Heerenveen gewinnt sie zweimal Silber über 500 und 1000 Meter.
2013 ist Yu erneut bei der Sprint-WM erfolgreich und gewinnt die Silbermedaille im Vierkampf.